# Skansen Kurpiowski im. Adama Chętnika w Nowogrodzie

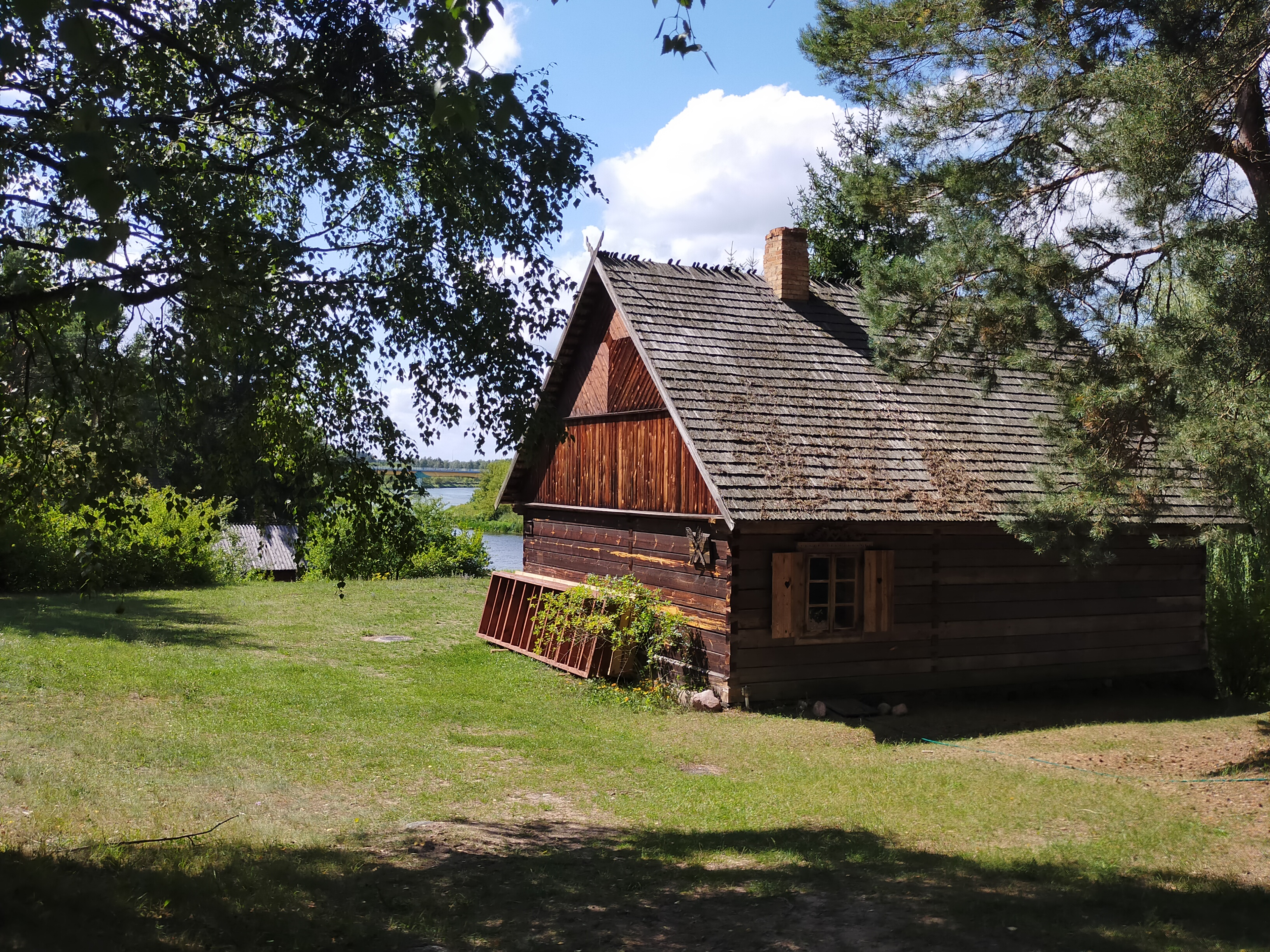
Jeden z budynków w skansenie

Muzeum-Skansen Kurpiowski im. Adama Chętnika w Nowogrodzie – otwarty 19 czerwca 1927 przez Adama Chętnika i jego żonę Zofię z Klukowskich jako Muzeum Kurpiowskie. Jest drugim pod względem wieku muzeum na wolnym powietrzu w Polsce. Od 2022 jest jednostką kultury podlegającą samorządowi województwa podlaskiego.

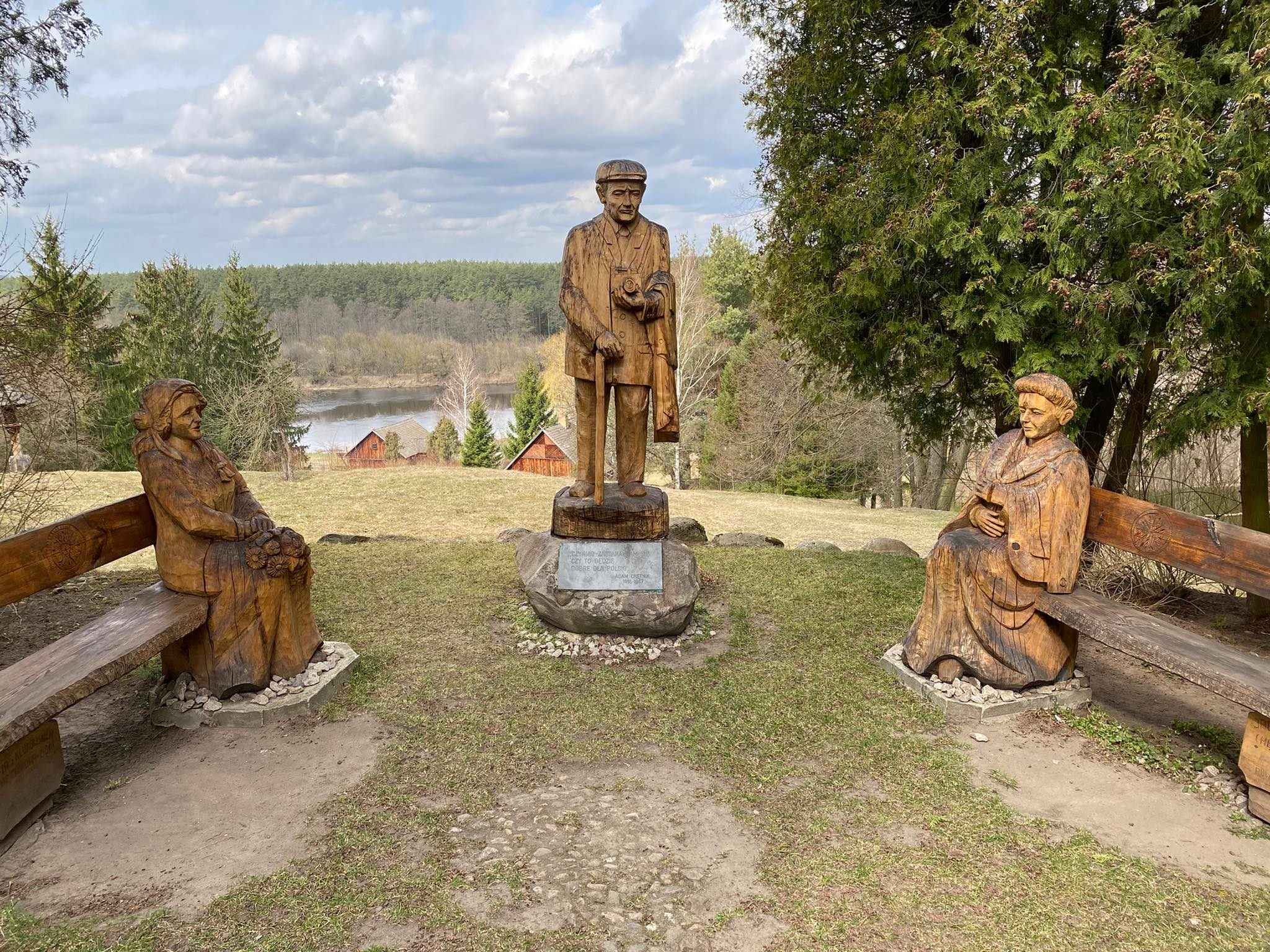
Pomnik Adama Chętnika i ławeczki jego żon: Zofii z Klukowskich Chętnikowej (po lewej) oraz Jadwigi z Nowickich Chętnikowej (po prawej) na terenie skansenu

## Historia muzeum kurpiowskiego

### Do II wojny światowej
Adam Chętnik już w 1909 rozpoczął gromadzenie zbiorów z myślą o utworzeniu muzeum kurpiowskiego. Zbierał ciekawe okazy przyrody nieożywionej, numizmaty, historyczne dokumenty, znaleziska archeologiczne, a przede wszystkim zabytki etnograficzne. Muzeum według Chętnika miało ułatwiać naukę szkołom miejscowym i okolicznym, związać młodzież z terenem i z ziemią polską. Eksponaty przekazał do muzeów w Łomży i Ostrołęce. Zbiory zniszczyła I wojna światowa.
W 1919 Adam Chętnik, będąc w posiadaniu pokaźnych zbiorów etnograficznych, zwrócił się do Rady Miejskiej w Nowogrodzie o nieodpłatne przekazanie mu kawałka ziemi z miejskich nieużytków w celu budowy muzeum. Po odmowie za prywatne pieniądze żony Zofii zakupił 1/3 morgi nieużytków po dawnej cegielni miejskiej na wysokiej skarpie nad Narwią. W ciągu kilku lat własnym kosztem zniwelował, zadrzewił i ogrodził teren. W 1923 na placu stanął pierwszy obiekt – drewniany budynek po Biurze Odbudowy, przeniesiony na teren muzeum i przeznaczony na cele wystawiennicze.
19 czerwca 1927 nastąpiło otwarcie Muzeum Kurpiowskiego jako placówki publicznej Polskiego Towarzystwa Krajoznawczego. Muzeum liczyło ponad 2 000 eksponatów. W następnych latach zbiory były stopniowo powiększane. W 1930 stanął kolejny budynek muzealny oraz altana, ule i kapliczki. Na placu przed budynkami ustawiono odrzynek 500-letniej sosny bartnej. Adam Chętnik był kierownikiem, Zofia Chętnikowa kustoszką muzeum.

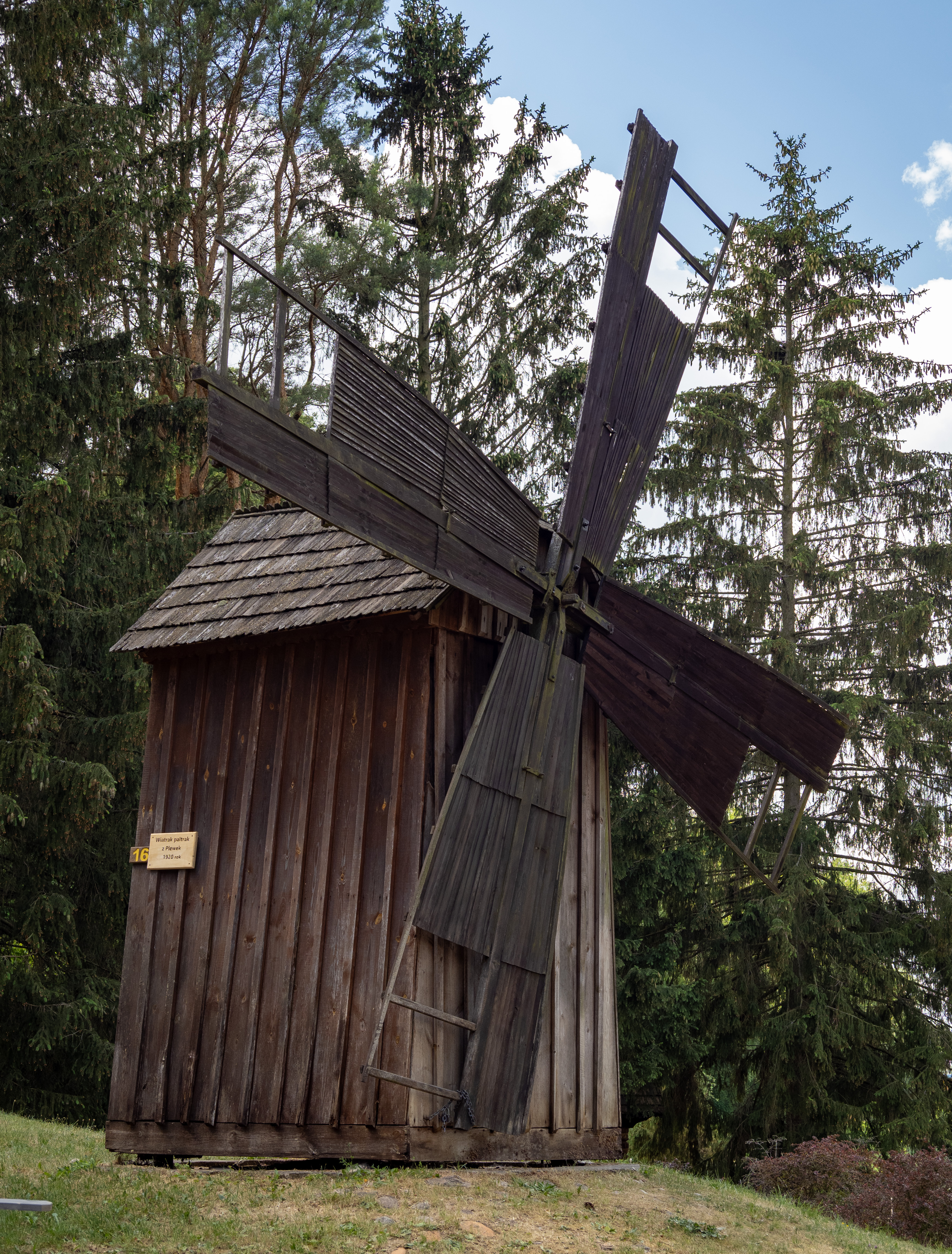
Wiatrak paltrak z Plewek (1920)

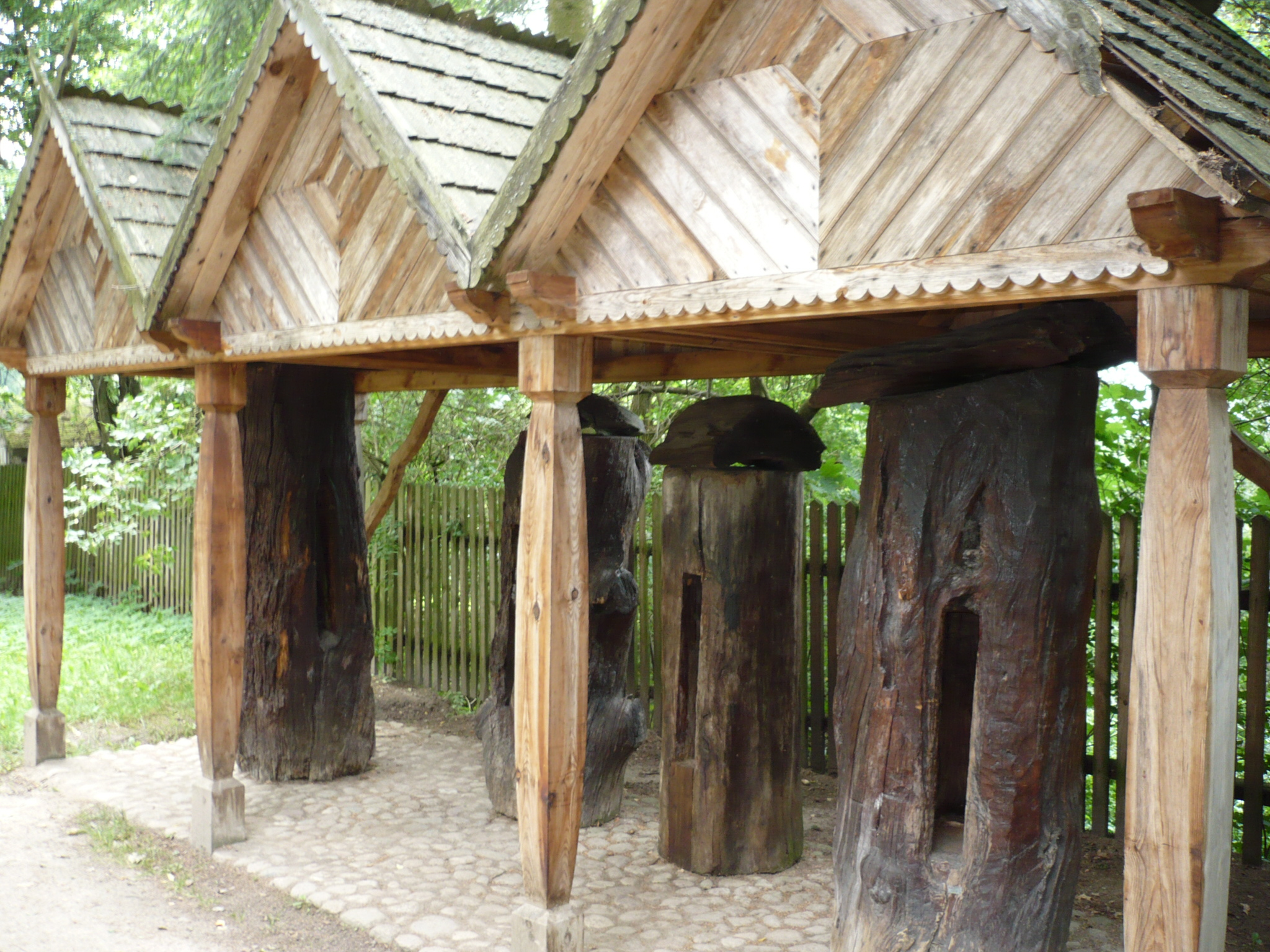
Ule-kłody (z XIX w.) w skansenie

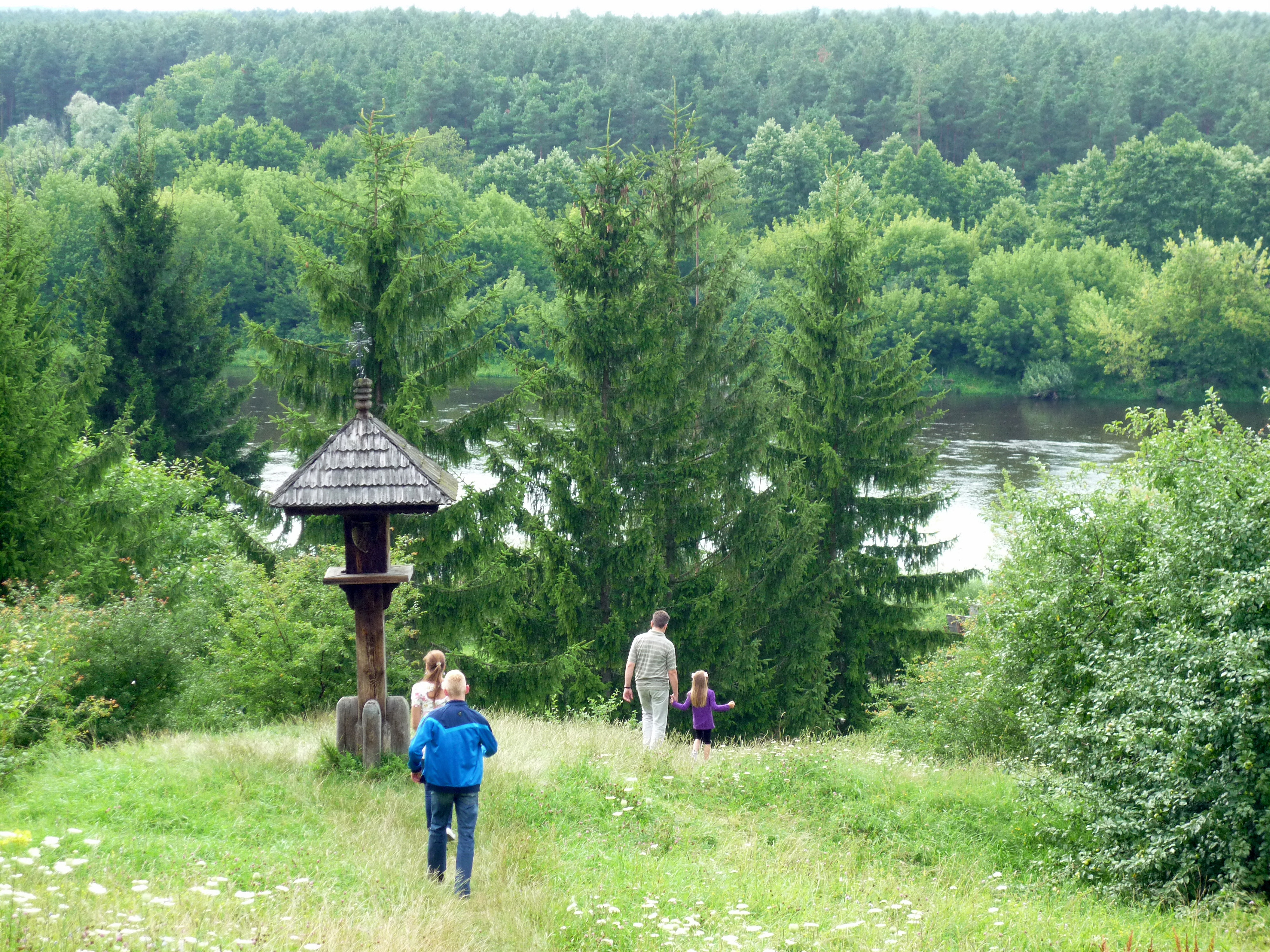
Widok ze Wzgórza Ziemowita

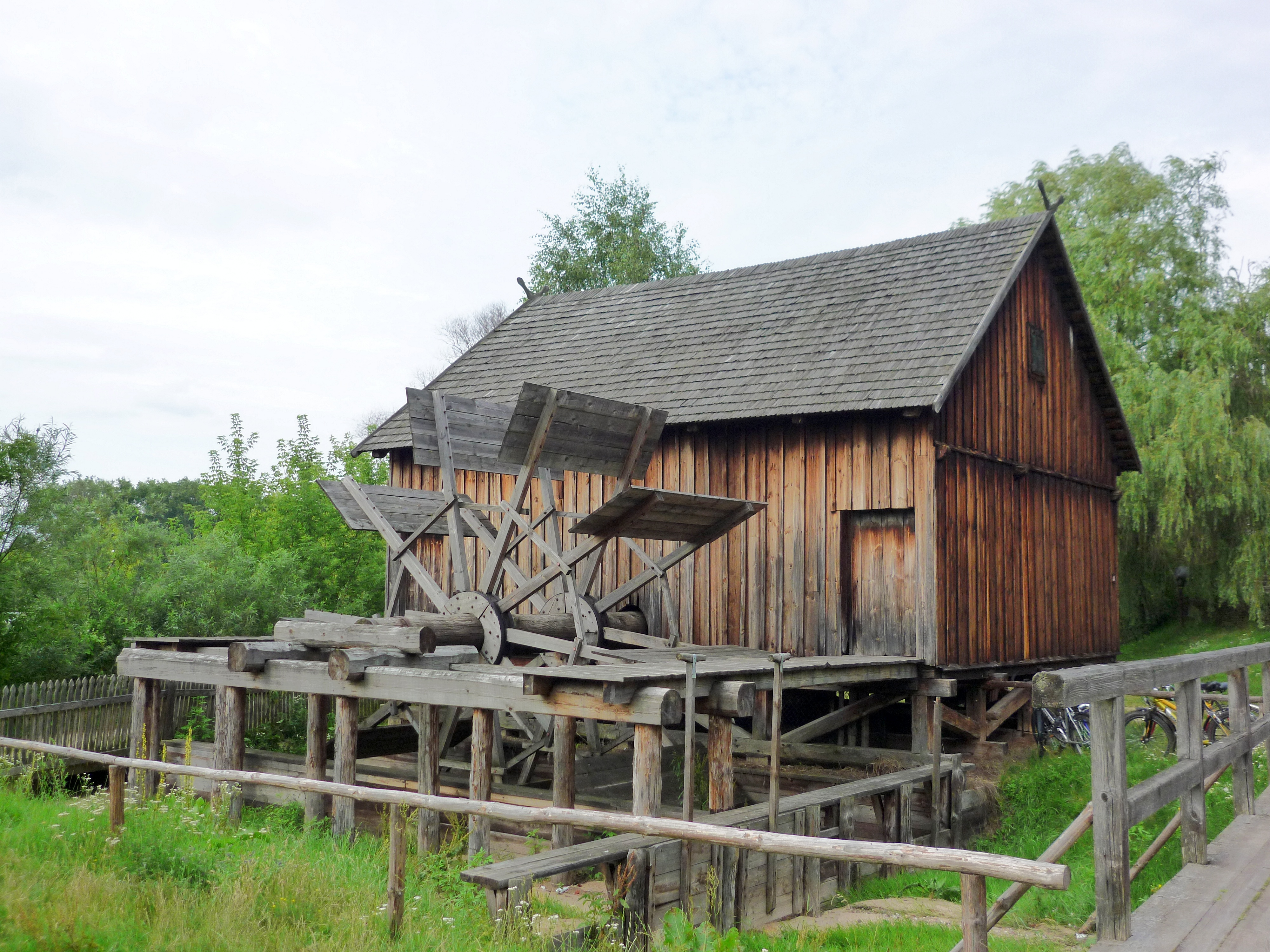
Młyn wodny z Dobregolasu, II poł. XIX w

W latach 1928–1930 Adam Chętnik zrzekł się muzeum na rzecz Polskiego Towarzystwa Krajoznawczego. Poprosił o pozostawienie mu kierownictwa i opieki nad placówką. W 1930 wartość majątku oszacowano na ponad 35 000 zł (20 000 zł to wkład Adama i Zofii Chętników). Muzeum Kurpiowskie stało się statutową placówką PTK dofinansowywaną przez Wydział Nauki Pozaszkolnej Ministerstwa Ministerstwo Wyznań Religijnych i Oświecenia Publicznego, Kasę im. Mianowskiego oraz Fundusz Kultury Narodowej. W rzeczywistości placówką opiekował się Adam Chętnik, który sam troszczył się o gromadzenie zbiorów i właściwe ich przechowywanie, jak również funkcjonowanie muzeum jako placówki oświatowej i turystycznej.
W 1933 Towarzystwo Naukowe Płockie otworzyło w pobliżu muzeum Stację Badań Naukowych Dorzecza Środkowej Narwi. Kierownikiem stacji został Adam Chętnik, któremu powierzono opracowanie działu etnografii. Stacja dysponowała oddzielnym lokalem, pracownią, biblioteką oraz miejscami noclegowymi dla pracowników. Do wybuchu II wojny światowej stacja zgromadziła około 10 000 eksponatów z zakresu archeologii, historii, geologii i etnografii. Biblioteka liczyła ponad 4 000 woluminów.  
Z roku na rok wzrastał ruch wycieczkowy, a muzeum stawało się coraz bardziej znane. W 1932 zanotowano 1657 zwiedzających, a w roku następnym już 1884 osoby. Wśród zwiedzających dominowały wycieczki szkolne, wojskowe, harcerskie i studenckie.
Muzeum nadal jednak borykało się z problemami finansowymi. Subwencje były niewystarczające, a ponadto pojawiły się niejasności dotyczące spraw majątkowych między Chętnikami a PTK. Odnalezione w 1987 dokumenty Stacji Naukowej i Muzeum Kurpiowskiego z lat 1933–1939 naświetliły przyczyny nieporozumienia. Bardzo trudna sytuacja finansowa muzeum, pokaźne zadłużenie placówki, jak też konflikt z PTK w 1939 zadecydowały o podjęciu przez Adama Chętnika decyzji o sprzedaży części zbiorów do Ostrołęki i zdobycia w ten sposób pieniędzy na spłacenie długów. Wybuch wojny uniemożliwił realizację tych planów.

### Po 1945
We wrześniu 1939 muzeum uległo całkowitemu zniszczeniu. Eksponaty pozostawione na miejscu, jak i te ewakuowane do Łomży, Dębowa i Szczepankowa zginęły bezpowrotnie. Ocalały jedynie dwa odrzynki drzew bartnych, brama wejściowa od strony rzeki oraz nieliczne żelazne przedmioty. W 1948 eksponaty te stały się zaczątkiem stworzonego przez Adama Chętnika Muzeum Północno-Mazowieckiego w Łomży.
W 1956 pod Łomżą zorganizowano wystawę rolniczą, na której łomżyńskie muzeum zaprezentowało ekspozycję o tradycyjnym rolnictwie na Kurpiach Zielonych oraz o wyposażeniu chałupy kurpiowskiej. W dwa lata później wystawa pod nazwą „Dawna Zagroda Kurpiowska”, przeniesiona do Nowogrodu, zapoczątkowała odbudowę zniszczonego w czasie wojny skansenu. Skansen stał się działem Muzeum Północno-Mazowieckiego w Łomży.
Po przejściu na emeryturę Adam Chętnik społecznie kierował odbudową skansenu. Odbudowę sfinansowały: Ministerstwo Kultury i Sztuki, Społeczny Fundusz Odbudowy Kraju i Stolicy oraz Rady Narodowe: Powiatowa w Łomży i Wojewódzka w Białymstoku. Teren muzeum powiększono, włączając tzw. Wzgórze Ziemowita. Gromadzono nowe obiekty. W 1963 w najstarszej części muzeum uroczyście otwarto wystawę bartniczo-pszczelarską.

### Współcześnie
Na terenie skansenu znajduje się 25 dużych obiektów architektury drewnianej i kilkadziesiąt obiektów tzw. małej architektury (bramy, studnie, kapliczki itd.). Skansen stanowi park etnograficzny, który nie odtwarza układu przestrzennego wsi, a prezentuje tradycyjne budownictwo drewniane Kurpiów Puszczy Zielonej.
Teren skansenu wpisany jest częściowo do rejestru zabytków (nr A-416/14/A z 23.11.1963 i A-536 z 21 sierpnia 1995).
W 2017 na terenie skansenu postawiono pomnik Adama Chętnika i pomniki-ławeczki jego żon: Zofii z Klukowskich i Jadwigi z Nowickich.
Z dniem 6 marca 2022, decyzją Rady Miasta Łomża, skansen został oddzielony od Muzeum Północno-Mazowieckiego w Łomży, stając się samodzielną instytucją kultury pod nazwą Muzeum-Skansen Kurpiowski im. Adama Chętnika w Nowogrodzie. 1 czerwca 2022 przekazano go pod zarząd województwa podlaskiego.

## Istniejące zabytki
Na trasie zwiedzania muzeum znajdują się 34 obiekty:
1. Studnia z Brańszczyka (rekonstrukcja)
2. Dworek z Brzózek, I poł. XIX w.
3. Leśniczówka z Zawodzia, pocz. XX w.
4. Bróg do przechowywania siana z Morgownik (rekonstrukcja)
5. Spichlerz z Cięćka, koniec XIX wieku
6. Pomnik Stacha Konwy (replika, oryginał z 1922 zniszczony podczas wojny)
7. Ule-kłody tzw. stojaki, XIX w.
8. Altana widokowa
9. Chałupa z Myszyńca Starego, koniec XIX w.
10. Stodoła kurpiowska z Wejdy, XIX w.
11. Kierat ze Zdrębiska, XIX w.
12. Spichlerz z Piątkowizny, pocz. XX w.
13. Folusz do sukna z Jurk, koniec XIX w.
14. Wiatrak z Plewk, 1920
15. Skrzynkowe ule ramowe, pocz. XIX w
16. Buda rybacka
17. Łódź dębowa z wczesnego średniowiecza
18. Chałupa z Kadzidła, XIX w.
19. Spichlerz z Kadzidła, 1915
20. Spichlerz z Dylewa Starego, przełom XVIII/XIX w.
21. Folusz do sukna
22. Chałupa z Gawrych, koniec XVIII w.
23. Olejarnia z Witowego Mostu, XIX w.
24. Kuźnia z Zalasa, koniec XVIII w.
25. Młyn wodny z Dobregolasu, II poł. XIX w.
26. Chałupa z Witowego Mostu, II poł. XIX w.
27. Chałupa z Baranowa, 1805 r.
28. Obora z Wyku, koniec XIX w.
29. Stodoła z Dobregolasu, koniec XIX w.
30. Karczma z Dylewa
31. Altana widokowa
32. Chałupa z Łysych, 1923
33. Odrzynki drzew bartnych
34. Ule-kłody, XIX w.[1][9]